# Jöns Jesperson
Jöns Peter Jesperson (i riksdagen kallad Jesperson i Dorisborg), född 14 november 1861 i Tofta församling, Malmöhus län, död 25 maj 1935 i Roma församling, Gotlands län, var en svensk lantbrukare och riksdagspolitiker.
Jesperson var verksam som lantbrukare och ägare till gården Dorisborg i Källs-Nöbbelövs församling. Som riksdagsman tillhörde han Lantmanna- och borgarpartiet och var ledamot av andra kammaren 1904–1917, fram till 1911 invald i Onsjö härads valkrets därefter invald i Malmöhus läns norra valkrets. Åren 1918–1921 var han ledamot av första kammaren, invald i Malmöhus läns valkrets. Han blev 1917 ledamot av Lantbruksakademien. Han skrev motioner om jordbruksfrågor, om fördelningen brännvinsförsäljningsmedel och en om införande av kroppsstraff för vissa brott.